# Guy Daniel-Lamazière

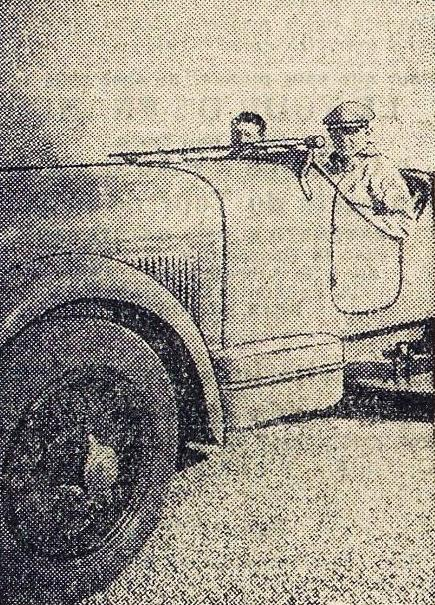
24-Stunden-Rennen von Le Mans 1933; Der La Lorraine B3-6 von Roger Labric und Guy Daniel-Lamazière (links)

Guillaume Henri „Guy“ Daniel-Lamazière (* 1. Januar 1877 in Saint-Pierre-Chérignat; † 23. Januar 1960 ebenda) war ein französischer Autorennfahrer.

## Karriere als Rennfahrer
Guy Daniel-Lamazière startete 1933 beim 24-Stunden-Rennen von Le Mans und war mit seinen 56 Jahren bis in die Gegenwart einer der ältesten Debütanten der Le-Mans-Renngeschichte. 1933 war er Teampartner von Roger Labric in dessen La Lorraine B3-6, der nach 105 gefahrenen Runden mit einem Kupplungsschaden ausfiel. 

## Statistik

### Le-Mans-Ergebnisse
| Jahr | Team         | Fahrzeug         | Teamkollege  | Platzierung | Ausfallgrund     |
| ---- | ------------ | ---------------- | ------------ | ----------- | ---------------- |
| 1933 | Roger Labric | La Lorraine B3-6 | Roger Labric | Ausfall     | Kupplungsschaden |